# Нокс (округ, Мэн)
Нокс (англ. Knox County) — округ, расположенный в штате Мэн, США с населением в 39 618 человек по данным переписи населения 2000 года.
Административным центром округа является город Рокленд.

## География
По данным Бюро переписи населения США, общая площадь округа — 2958 км², из которых: 947 км² — земля и 2011 км² (67,98 %) — вода.

### Соседние округа
- Уолдо — север
- Линкольн — запад

## Демография

Распределение населения округа по возрастным диапазонам

По данным переписи населения 2000 года в округе Йорк проживало 39 618 человек, 10 728 семьи, насчитывалось 16 608 домашних хозяйств и 21 612 жилых дома. Средняя плотность населения составляла 42 человека на один квадратный километр. Расовый состав округа по данным переписи распределился следующим образом: 98,28 % белых, 0,24 % чёрных или афроамериканцев, 0,22 % коренных американцев, 0,38 % азиатов, 0,01 % жители Океании, 0,78 % смешанных рас, 0,12 % — других народностей. Испано- и латиноамериканцы составили 0,57 % от всех жителей округа.
Из 16 608 домашних хозяйств в 28,3 % — воспитывали детей в возрасте до 18 лет, 52,2 % представляли собой совместно проживающие супружеские пары, в 9 % семей женщины проживали без мужей, 35,4 % не имели семей. 29 % от общего числа семей на момент переписи жили самостоятельно, при этом 12,7 % составили одинокие пожилые люди в возрасте 65 лет и старше. Средний размер домашнего хозяйства составил 2,31 человек, а средний размер семьи — 2,83 человек.
Население округа по возрастному диапазону по данным переписи 2000 года распределилось следующим образом: 22,4 % — жители младше 18 лет, 6,3 % — между 18 и 24 годами, 27,4 % — от 25 до 44 лет, 26,7 % — от 45 до 64 лет и 17,2 % — в возрасте 65 лет и старше. Средний возраст жителей округа составил 41 год. На каждые 100 женщин в округе приходилось 95,2 мужчин, при этом на каждых сто женщин 18 лет и старше приходилось 93 мужчины также старше 18 лет.
Средний доход на одно домашнее хозяйство в округе составил 36 774 долларов США, а средний доход на одну семью в округе — 43 819 долларов. При этом мужчины имели средний доход в 30 704 доллара в год против 22 382 долларов среднегодового дохода у женщин. Доход на душу населения в округе составил 19 981 долларов США в год. 6,4 % от всего числа семей в округе и 10,1 % от всей численности населения находилось на момент переписи населения за чертой бедности, при этом 11,9 % из них были моложе 18 лет и 8 % — в возрасте 65 лет и старше.